# Бойко Ярослава Юріївна
Бо́йко Яросла́ва Ю́ріївна (нар. 30 вересня 1982, Донецьк) — українська громадська діячка, з 2015-2019 координаторка міської ініціативи Kyiv Smart City, експертка програми «Тель-Авів — Київ Смарт Сіті Акселератор», керівниця та дата-менеджерка проєкту Artificial Intelligence for Kyiv, креативна директор L'Officiel Україна.

## Біографія

### Освіта
Здобула ступінь магістра у Київському національному лінгвістичному університеті (2005)
У 2012 році закінчила програму «Фінанси» управлінського розвитку Києво-Могилянської бізнес школи.

### Професійна та громадська діяльність
Після закінчення університету працювала креативною директором у ВД «Вавилон», де пропрацювала 10 років.
Із 2017 року Ярослава Бойко є почесним членом Меморіального Центру Голокосту «Бабин Яр».
Із 2019 року — співзасновниця Благодійного фонду імені Сергія Горового.
Станом на листопад 2019 року видавниця у ВД «Вавилон» періодичних друкованих та online видань L'Officiel — Україна, Pink — Україна, XXL — Україна.

#### Kyiv Smart City
У 2015 році стала співкоординаторкою міської ініціативи Kyiv Smart City. Із моменту її створення реалізовує проєкти, спрямовані на формування розумної інфраструктури Києва та інформування населення про міські інновації. Ініціатива діє у напрямах: технологізація та міські сервіси, екологія, освіта, безпека міста, пошук та підтримка інноваційних урбаністичних ідей. Kyiv Smart City — реалізатор порталу відкритих даних, різних проєктів: «Картка киянина», системи електронних петицій, онлайн запису до лікаря, електронної черги до дитсадків, системи відеоспостереження «Безпечне місто».
Основні напрямки діяльності ГО — це якісна IT-освіта для дітей і дорослих, екологічні ініціативи та цифровізація процесів життєдіяльності міста. Команда запускає унікальні проєкти, які допомагають переосмислити культуру та механіку освіти у Києві з урахуванням глобальних цифрових трендів.
Ярослава Бойко є авторкою путівника "Розумного киянина".

## Особисте життя
Із 13 років підтримує здоровий спосіб життя. Хобі: книги, TRX, пілатес, велосипед, лижі, фламенко, тверк, йога, гра на фортепіано.